# آجای دفگن فیلمز
آجای دفگن فیلمز (انگلیسی: Ajay Devgn FFilms) شرکت فیلم‌سازی هندی است، که در سال ۲۰۰۰ توسط ویرو دوگان و اجی دیوگن تأسیس شد.